# Cereceda de la Sierra
Cereceda de la Sierra település Spanyolországban, Salamanca tartományban. Cereceda de la Sierra Aldeanueva de la Sierra, El Cabaco, Cilleros de la Bastida, Nava de Francia, San Miguel del Robledo, San Martín del Castañar és La Bastida községekkel határos. Lakosainak száma 62 fő (2024).

## Népesség
A település népessége az elmúlt években az alábbi módon változott:
| Lakosok száma | 99   | 90   | 121  | 101  | 99   | 79   | 66   | 54   | 65   | 62   |
|               | 2002 | 2005 | 2008 | 2010 | 2012 | 2015 | 2017 | 2019 | 2022 | 2024 |